# Géraud de Maulmont
Pour les articles homonymes, voir Maulmont.
Géraud alias Gérard de Maulmont alias de Maumont alias de Malomont(né en 1222 ?, † 1299), cadet d’un lignage de chevaliers de la région de Nontron et Châlus, est clerc des vicomtes de Limoges, puis d’Alphonse de Poitiers, puis des rois de France : Philippe le Hardi et ensuite Philippe le Bel. Il est également chanoine du Puy, de Lyon, de Bourges, de Limoges, abbé du Dorat, et chambrier du pape Boniface VIII.

## Biographie

### Ascendance

Blason de la famille de Maulmont.

Géraud de Maulmont est réputé, par le dictionnaire de la noblesse, appartenir à la 7e génération d'une famille limousine.
Géraud (ou, selon les traductions, Gérard) est identifié comme étant le deuxième fils d'Adhémar de Maulmont. Un Guérard de Maulmont est également mentionné à la génération précédente, comme frère d'Adhémar, avec lequel notamment il aurait été assiégé dans le château d'Aixe-sur-Vienne en 1264. En l'absence de sources et de dates certaines, une confusion de nom et de génération ayant pu intervenir, les deux personnages pourraient n'en former qu'un seul.

### Un homme au service du Roi, avec un patrimoine féodal considérable
Géraud apparait comme un agent efficace d'abord au service de l'affirmation du pouvoir fragile ou contesté des vicomtes de Limoges, qui s'appuie sur la stratégie d'expansion capétienne vers le sud. Puis il se met au service du roi lui-même. Devenu chef de lignage (de famille) en 1265 après la mort de son frère aîné Adémar, son ascension auprès du roi, lui permet de se constituer et de consolider un patrimoine féodal  considérable et cohérent, en accumulant les sources de revenus de ses postes prestigieux, mais aussi, grâce aux liquidations des dettes de ses débiteurs et à la manipulation, dans l'intérêt familial, du droit féodal. Géraud de Maulmont percevait en outre des pensions de princes désireux de bénéficier de son influence auprès du roi tels le vicomte de Rochechouart, le comte de Poitiers, ou le comte d’Artois).
Ainsi, à partir de 1272, il devient seigneur de Châlus, de Châlucet, de Courbefy, de Bré, de Bourdeilles, de Saint-Pardoux-la-Rivière et de Montfort en Bourgogne. Il possédait également des biens à Limoges, un manoir à côté du castrum d’Aixe, un hôtel particulier proche du Louvre à Paris.

### Un grand bâtisseur
Géraud de Maulmont engage d'importants travaux dans les fiefs qu'il reprend, construisant de nouvelles forteresses à proximité immédiate de celles des anciens seigneurs, ou restructurant fortement les châteaux existants.
À Chalucet, il fait édifier, entre 1270 et 1280, un vaste palais fortifié, sur la base d'anciennes fortifications.
À Châlus, de 1275 à 1280, il construit, face au château de Châlus-Chabrol, plus vieux d'un siècle, une nouvelle forteresse, dénommée le château de Châlus Maulmont.
À Bourdeilles, à proximité du château féodal, il érige un nouveau château.
À Montfort, il entreprend, vers 1290, la restructuration du château de Montfort.

### Un héritage difficilement repris par la couronne de France
Géraud de Maulmont meurt en 1299 à Châlus, dans l'un de ses châteaux, Châlus-Chabrol. Ses neveux Hélie, Pierre et Guillaume de Maulmont héritent alors de son immense fortune. Mais l'intelligence manœuvrière de Géraud de Maulmont n'empêchera pas Philippe le Bel de prendre directement la main sur les territoires rassemblés par son conseiller peu de temps après la disparition de celui-ci. Considérant ainsi leur intérêt stratégique pour le royaume, tout en accordant des compensations aux héritiers.
Cette manifestation de l'autorité royale que Géraud a contribué à affermir produira encore des effets quatre siècles plus tard, dans un procès initié par l'abbé de Brantôme, dans lequel le futur chancelier d'Aguesseau présentera des conclusions.

### Querelle de 40 ans entre deux familles
Les habitants d'Aixe-sur-Vienne se soulèvent en 1264, opprimés par les violences de leur gouverneur, le chevalier Adémar de Maumont et l'assiègent à deux reprises dans son château d'Aixe. Ils acceptent, après une médiation de l'évêque de Limoges et de deux commissaires du roi, de rentrer sous l'obéissance de la vicomtesse de Limoges Marguerite de Bourgogne et à la condition qu'elle leur donne un autre gouverneur. Adémar reçoit donc en échange le gouvernement du château de Châlus, Châlus-Chabrol. 
Marguerite est veuve du vicomte Guy VI mort à Brantôme entre le 13 et le 16 août 1263 après son échec au siège du château de Bourdeilles contre Bozon de Bourdeilles.
En 1265 Bozon de Bourdeilles avec d'autres seigneurs notamment Hélie Flament, assiègent le château de Châlus et se rendent maître de la place. Adémar, ayant été pris, est exécuté. Géraud et son frère Pierre portèrent plainte auprès de saint Louis. Par un arrêt du Parlement de 1268, Bozon de Bourdeilles est condamné à l'amende et à la prison, puis à 13 ans d'exil, en Palestine. La guerre contre Adémar, l'abbé de Brantôme et ses frères, dont Géraud, aurait duré huit ans.
Les Maulmont n'en restent pas là. À partir de 1273, au cours de laquelle Édouard Ier d'Angleterre investit le château de Bourdeilles, l'abbé de Brantôme revendique la suzeraineté sur la seigneurie de Bourdeilles. En 1280, le château devient la possession de l'abbé Bernard de Maulmont. Il favorise alors son frère Géraud en lui donnant en fief la châtellenie de Bourdeilles en 1283. Imposé comme coseigneur, Géraud de Maulmont fait construire, à partir de 1283, le château fort dit "château neuf", à proximité du "château vieil" ruiné au milieu du XIIIe siècle lors des querelles entre les Bourdeille. La châtellenie sera occupée par les Maulmont jusqu'en 1307, année où le roi, Philippe le Bel, en devient propriétaire.
Peu de temps après les barons de Bourdeilles entrent à nouveau en possession de la baronnie et la conservent jusqu'en 1672.